# Drapeau de Porto Rico
Le drapeau de Porto Rico est de forme rectangulaire et se compose de cinq bandes horizontales, trois rouges et deux blanches. Du côté du guindant, il comporte un triangle équilatéral bleu avec une étoile blanche solitaire au centre.
Le drapeau est élaboré au cours de la dernière décennie du XIXe siècle comme insigne des séparatistes portoricains vivant à New York. L'identité de l'auteur du dessin fait l'objet de vifs débats, les nationalistes portoricains Juan de Mata Terreforte, Antonio Vélez Alvarado, Manuel Besosa et le poète Francisco Gonzalo (Pachín) Marín figurant parmi les auteurs possibles. Cependant, une lettre datant du 20 mai 1923 écrite par Terreforte indique que c'est Pachín Marín qui a proposé le dessin du drapeau et qu'il a transmis la proposition qui a été adoptée.
Le drapeau symbolise la fraternité dans la lutte révolutionnaire entre les groupes séparatistes cubains et portoricains. Ce drapeau est hissé pour la première fois lors de la Tentative de Yauco (es) en 1897, quelques mois avant que la province de Porto Rico ne devienne une province autonome du royaume d'Espagne. Sous la domination espagnole et au début de la domination américaine, arborer le drapeau séparatiste était considéré comme un crime. Ce n'est qu'en 1952 que le Parti nationaliste, le même groupe indépendantiste, en a fait son emblème lors des élections de 1932. Blanca Canales a proclamé la « République de Porto Rico » lors de la révolte de Jayuya en 1950 en utilisant ce drapeau séparatiste et Lolita Lebrón l'a arboré lors de l'attaque du Congrès en 1954. A plusieurs reprises entre 1916 et 1932, l'Assemblée législative de Porto Rico tente d'officialiser le drapeau, sans succès.
Le drapeau séparatiste est officiellement adopté par le Commonwealth en 1952.

## Couleurs du drapeau
Les seules références légales aux couleurs du drapeau se trouvent dans la loi du 24 juillet 1952 et dans le règlement sur l'utilisation du drapeau à Porto Rico : 
« Sección 1. La bandera del Estado Libre Asociado de Puerto Rico será la que tradicionalmente se ha conocido hasta ahora como la bandera puertorriqueña y que es rectangular, de cinco franjas horizontales alternadas, tres rojas y dos blancas y junto al asta un triángulo equilátero azul marino con una estrella blanca de cinco puntas. Este triángulo, por el lado vertical, abarca toda la anchura de la bandera. »
« Section 1 - Le drapeau du Commonwealth de Porto Rico est celui traditionnellement connu sous le nom de drapeau portoricain, qui est rectangulaire, composé de cinq bandes horizontales alternées, trois rouges et deux blanches, et à côté du guindant un triangle équilatéral bleu marine avec une étoile blanche à cinq branches. Ce triangle, sur le côté vertical, couvre toute la largeur du drapeau. »
— Loi du 24 juillet 1952
Depuis son adoption en 1952, le triangle est réalisé dans un bleu foncé très proche de celui du drapeau américain. Depuis 1995, cependant, des tons de bleu plus clairs sont utilisés. Ce changement, qui n'est pas prévu par la loi, ne résout pas pour autant les éventuels doutes sur les couleurs. Par exemple, le bleu du drapeau arboré lors des Jeux olympiques d'été de 2008 à Pékin était foncé.

## Variante du drapeau noir et blanc

Drapeau de Porto Rico en noir et blanc.

La curieuse variante du drapeau est née d'une modification de la porte du drapeau située dans la rue San José, dans le vieux San Juan. Habituellement, la porte était peinte en bandes verticales rouges et blanches avec un triangle bleu au sommet et une étoile blanche, comme le drapeau. Cependant, le 5 juillet 2016, le célèbre site touristique a vu ses couleurs modifiées par le groupe Artistas Solidarixs y en Resistencia (Artistes solidaires et en résistance). Selon une lettre ouverte des artistes à l'origine de la modification, le changement de couleur symbolise le fait que le drapeau est en deuil en raison de la loi PROMESA qui impose un conseil de contrôle fiscal et limite donc l'autonomie politique de l'île tout en restreignant sévèrement le budget dans les secteurs de la santé, des retraites et de l'éducation.